# Нобеока
Нобеока (јап. 延岡市) град је у Јапану у префектури Мијазаки. Према попису становништва из 2005. у граду је живело 130.704 становника.

## Становништво
Према подацима са пописа, у граду је 2005. године живело 130.704 становника.
| 1995.   | 2000.   | 2005.   |
| ------- | ------- | ------- |
| 136.732 | 134.352 | 130.704 |